# Classic Var
Classic Var er et fransk éndagsløb i landevejscykling, som blev afholdt første gang den 16. februar 2024. Løbet er af UCI klassificeret som 1.1 og er en del af UCI Europe Tour. Det køres i departementet Var i regionen Provence-Alpes-Côte d'Azur.

## Historie
Løbet er skabt ved at opdele Tour des Alpes-Maritimes et du Var i to løb, Classic Var som et endagsløb, der køres om fredagen, og Tour des Alpes-Maritimes, der køres lørdag og søndag som et etapeløb. Frédéric Maistre, eventchef hos dagbladet Nice-Matin, udtalte: "Vi har givet hvert departement sit løb, fordi Var såvel som Alpes-Maritimes har deres egen personlighed. Vi ønskede, at hvert område skulle være repræsenteret."

## Vindere
| År   | Vinder           | Toer                       | Treer         |
| ---- | ---------------- | -------------------------- | ------------- |
| 2024 | Lenny Martinez   | Tobias Halland Johannessen | Romain Bardet |
| 2025 | Cristian Scaroni | Paul Lapeira               | Victor Lafay  |